# Constança d'Hongria
Constança d'Hongria (ca. 1180 - 6 de desembre del 1240) va ser la segona reina consort d'Ottokar I de Bohèmia.

## Família
Constança era filla de Béla III d'Hongria i de la seva primera esposa Agnès d'Antioquia. Entre els seus germans grans hi havia Emeric I d'Hongria, Margarida d'Hongria i Andreu II d'Hongria.

## Matrimoni i fills
El 1199, Ottokar I es va divorciar de la seva primera esposa, Adelaida de Meissen, per motius de consanguinitat. Es va casar amb Constança més tard el mateix any. Juntament amb Ottokar, va tenir nou fills.
La reina Constança es nota regularment com a condonadora amb el seu marit en diversos documents del seu regnat. També es registren les seves peticions al seu marit per a diferents donacions. Es considera que va vendre la ciutat de Boleráz al seu nebot Béla IV d'Hongria. L'any 1247, Béla va conferir aquesta ciutat a les monges de Trnava. Es considera un document fals una epístola per la qual Constança suposadament atorga la llibertat a les ciutats de Břeclav i Olomouc. La mateixa epístola concedeix terres a Ostrovany al monestir de Sant Esteve de Hradište. Una altra epístola té la reina instal·lant "honorables homes teutons" (viros honestos Theutunicos) a la ciutat d'Hodonín i també es considera una falsificació. El 1230, Ottokar I va morir i el seu fill Venceslau I el va succeir. Constança va sobreviure al seu marit una dècada.
El 1231, el papa Gregori IX va posar la reina Constança i les seves possessions de dot sota la protecció de la Santa Seu. La seva carta a Constança aclareix que aquestes possessions inclouen les províncies de Břeclav (Brecyzlaviensem), Pribyslavice (Pribizlavensem), Dolni Kunice (Conowizensem), Godens (Godeninensem), Bzenec (Bisenzensem) i Budějovice (Budegewizensem). El 1232, Constança va fundar el claustre Porta Coeli prop de Tišnov i s'hi va retirar com a monja. Va morir dins del Claustre.

## Fills
- Vratislav (c. 1200 - abans de 1209)
- Judith (c. 1202 - 2 de juny de 1230), que es va casar amb Bernat de Caríntia
- Anna (c. 1204 - 23 de juny de 1265), que es va casar amb Enric II el Pietós, duc de Breslau
- Agnès, es pensa que va morir jove
- Venceslau I de Bohèmia (c. 1205 - 23 de setembre de 1253)
- Vladislau, marcgravi de Moràvia (1207 - 10 de febrer de 1228)
- Přemysl, marcgravi de Moràvia (1209 - 16 d'octubre de 1239), que es va casar amb Margarida, filla Otó II, duc de Merania, i Beatriu II, comtessa de Borgonya.
- Božena (Wilhelmina) (1210 – 24 d'octubre de 1281)
- Agnès (20 de gener de 1211 - 6 de març de 1282), mare superiora de les monges franciscanes clarisses de Praga.